# Linnaemya saga
Linnaemya saga är en tvåvingeart som beskrevs av Richter 1974. Linnaemya saga ingår i släktet Linnaemya och familjen parasitflugor. Inga underarter finns listade i Catalogue of Life.